# Preiļi (novads)
Preiļi (łot.: Preiļu novads) – jeden z łotewskich novadsów, funkcjonujący od 2021.
W skład novadsu wchodzą: 
- miasto: Preiļi
- pagastsy: Aglona, Aizkalne, Galēni, Pelēči, Preiļi, Riebiņi, Rimicāni, Rušona, Sauna, Silajāņi, Sīļukalns, Stabulnieki, Upmala, Vārkava

## Historia
Novads powstało podczas reformy administracyjnej w 2021, z połączenia dotychczasowych novadsów: Preiļi, Riebiņi, Vārkava i części novadsu Agłona.